# Bacidia subincompta
Bacidia subincompta är en lavart som först beskrevs av William Nylander och som fick sitt nu gällande namn av Johann Franz Xaver Arnold. 
Bacidia subincompta ingår i släktet Bacidia och familjen Ramalinaceae. Arten är reproducerande i Sverige. Inga underarter finns listade i Catalogue of Life.